# Бориспіль-Аеропорт
Бориспіль-Аеропорт (англ. Boryspil-Aeroport railway station) — станція Київської дирекції Південно-Західної залізниці (Україна), кінцева станція лінії к.п. 19 км — Бориспіль-Аеропорт (відгалуження від лінії Дарниця — Гребінка). Розташована на території міжнародного аеропорту «Бориспіль».

## Статус та інфраструктура

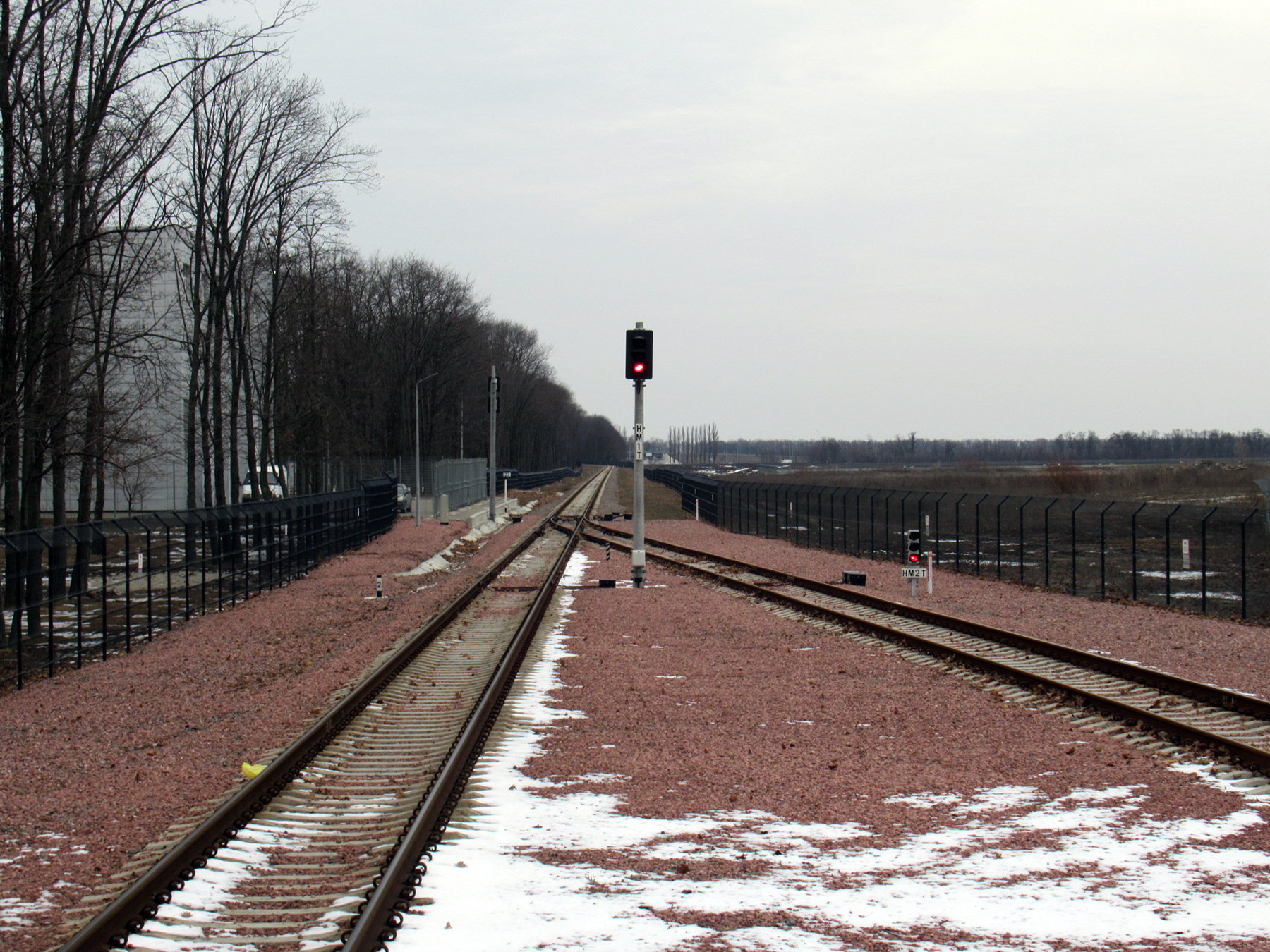
залізниця від платформи в сторону магістралі

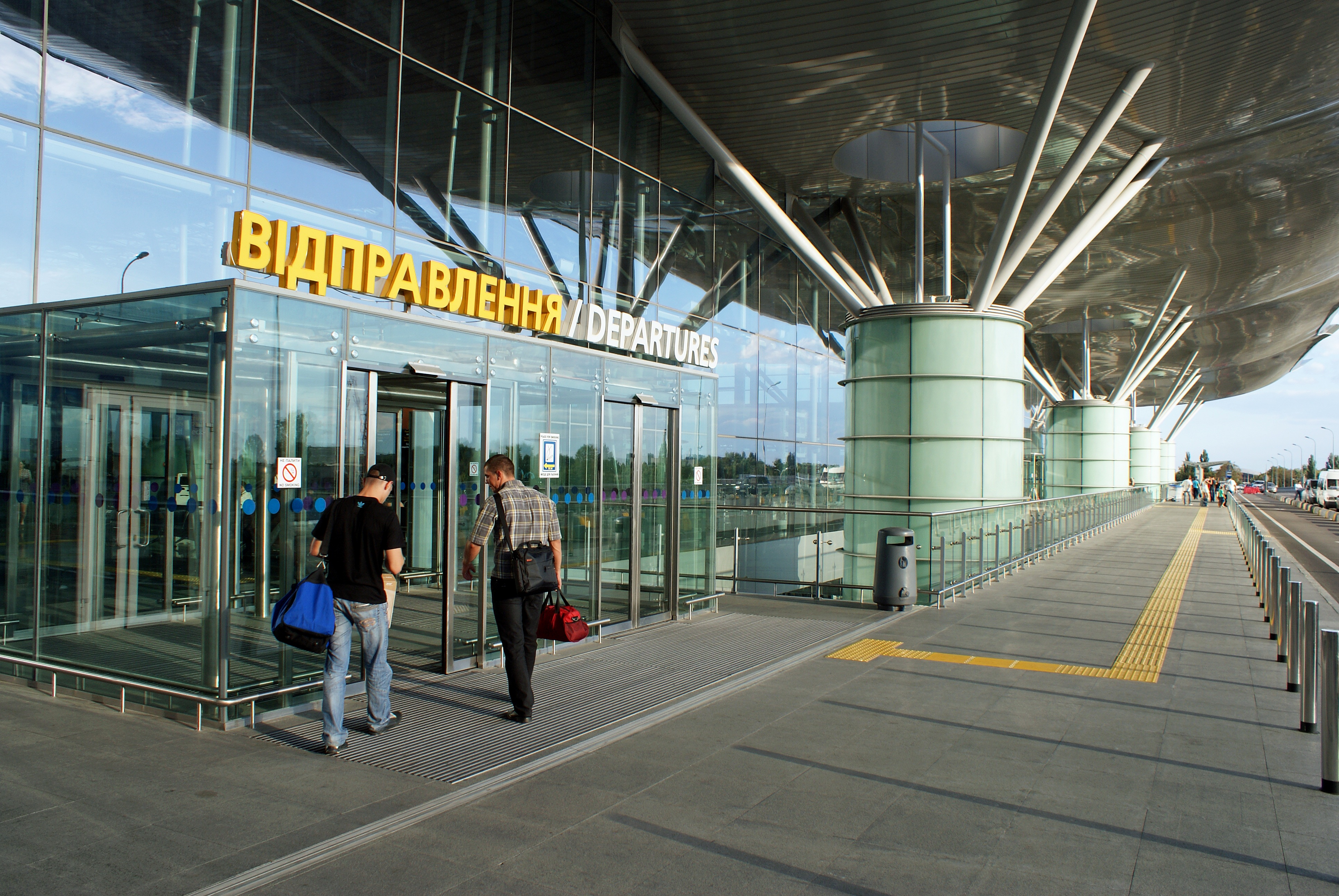
Станція розташована поблизу основного діючого терміналу «D»

Станція побудована 2018 року безпосередньо на території міжнародного аеропорту «Бориспіль». Є тупиковою станцією лише пасажирського (не товарного) спрямування, призначеною виключно для обслуговування спеціалізованого швидкісного залізничного експресу між аеропортом «Бориспіль» та Києвом. Примикає безпосередньо до діючого пасажирського терміналу «D».
Наявні 2 платформи завдовжки 114 метрів, з покриттям із гранітних плит та антиожеледових елементів. Платформи по всій довжині обладнані антиопадовим накриттям, наявні пандуси для інвалідних та багажних візків, касові приміщення. У поруч розташованому терміналі «D» наявна вся вичерпна пасажирська інфраструктура: з залами чекання, дитячими та відпочинковими кімнатами, санвузлами, медичними пунктами, харчовими кластерами та іншими підрозділами. Тому на самій станції означена інфраструктура відсутня через недоцільність її дублювання.

## Сполучення з Києвом
Експрес зупиняється на станціях: Бориспіль-Аеропорт, Дарниця, Видубичі та Київ-Пасажирський. Експрес курсує щогодини цілодобово. Але в разі проведення у Києві масових заходів і суттєвого збільшення пасажиропотоку, регулярність руху рейкових автобусів буде оперативно коригуватися.
Для придбання квитків на рейкові автобуси використовуються сучасні цифрові технології.

## Експлуатація
Перший тестовий рейс до станції було здійснено 25 жовтня 2018 року за участю Прем'єр-міністра України Володимира Гройсмана. 26 листопада було оприлюднено розклад руху експресу. Офіційне відкриття станції та руху експресу відбулося 30 листопада 2018 року, за участі Президента та Прем'єр-Міністра України.